# Флаг Ульяновской области
Флаг Улья́новской области является официальным символом Ульяновской области Российской Федерации.
Ныне действующий флаг Ульяновской области утверждён 26 декабря 2013 года Законом Ульяновской области № 248-ЗО и внесён в Государственный геральдический регистр Российской Федерации с присвоением регистрационного номера 8905.

## Описание
«Флаг Ульяновской области представляет собой двустороннее прямоугольное синее полотнище с отношением ширины флага Ульяновской области к его длине 2:3, с воспроизведённой по центру белой колонной с фигурной капителью и базой на постаменте, увенчанной Императорской короной, выполненной жёлтым, белым и пурпурным цветом, с голубыми лентами, отходящими в стороны. Общая высота композиции флага Ульяновской области составляет 9/10 ширины полотнища».

## История
Первый флаг Ульяновской области был утверждён 3 марта 2004 года Законом Ульяновской области № 010−ЗО.
Описание флага гласило: «Флаг Ульяновской области представляет собой прямоугольное полотнище белого цвета с соотношением длины флага к его ширине 3:2. В верхней части флага расположено белое поле, занимающее 2/3 его ширины. На белом поле в центре изображён герб Ульяновской области. В нижней части флага по всей длине расположены двойная голубая (синяя, лазоревая) волнистая полоса и красная полоса, отделённая от голубой узкой белой полосой».
Так как флаг Ульяновской области не соответствовал правилам вексиллологии и, соответственно, не мог быть внесён в Государственный геральдический регистр, возникла необходимость разработки нового флага.
Новый флаг был разработан при участии Анатолия и Николая Сергеевых, а также Союза геральдистов России, в лице К. Ф. Мочёнова и Ольги Саловой.
До 1 января 2016 года был установлен переходной период, в течение которого разрешено использование первого флага Ульяновской области.